# 索巴金斯基耶亞梅湖
55°48′54.7″N 48°28′31.5″E / 55.815194°N 48.475417°E
索巴金斯基耶亞梅湖（俄语：Собакинские Ямы），是俄羅斯的湖泊，位於該國西部韃靼斯坦共和國，由澤列諾多利斯基區負責管轄，長0.03公里、寬0.03公里，面積0.09公頃，平均水深4米。